# Encarsia peruviana
Encarsia peruviana är en stekelart som först beskrevs av Rust 1913.  Encarsia peruviana ingår i släktet Encarsia och familjen växtlussteklar. Inga underarter finns listade i Catalogue of Life.